# Die Burg (Realityshow)
Die Burg (auch Die Burg – Prominent im Kettenhemd) war eine von ProSieben im Januar und Februar 2005 ausgestrahlte Reality-Show. Die Sendung war der Nachfolger von Die Alm, das im Jahr zuvor ausgestrahlt wurde. Beide Sendungen wurden von Elton und Sonya Kraus moderiert. Die Show wurde von Montag bis Freitag zur Hauptsendezeit um 20.15 Uhr ausgestrahlt und am Wochenende (Samstag und Sonntag) gegen 22 Uhr. Drehort war die Burg Rappottenstein. Die erste und einzige Staffel gewann Christian Anders.

## Konzept
Die 12 Kandidaten sollten ein Leben wie auf einer mittelalterlichen Burg führen. Dabei wurden sie in „Adel“ und in „Pöbel“ eingeteilt. Während der Adel sich verwöhnen ließ, schuftete der Pöbel für den Adel. Diverse meist ekelerregende Aufgaben sorgten für eine Wechselmöglichkeit.

## Teilnehmer
| Platz | Teilnehmer                   | Bekannt als                                             |
| ----- | ---------------------------- | ------------------------------------------------------- |
| 1.    | Christian Anders             | Schlagersänger, Musiker, Komponist                      |
| 2.    | Xenia Prinzessin von Sachsen | Sängerin, Schauspielerin, Schriftstellerin, Kolumnistin |
| 3.    | Kader Loth                   | Fotomodel                                               |
| 4.    | Jan Hartmann                 | Schauspieler                                            |
| 5.    | Ricky Harris                 | Moderator, Schauspieler                                 |
| 6.    | Tanja Schumann               | Schauspielerin                                          |
| 7.    | Artemis Gounaki              | Künstlerin                                              |
| 8.    | Karim Maataoui               | Bandmitglied von Touché                                 |
| 9.    | Andrea Suwa                  | Schauspielerin                                          |
| 10.   | Lydia Pirelli                | Moderatorin, Pornodarstellerin                          |
| 11.   | Tina Angel                   | Erotikmodel                                             |
| 12.   | Alex Jolig                   | Ex-Szene-Kneipier, Big Brother-Teilnehmer               |
| 13.   | Frédéric Prinz von Anhalt    | Adoptivsohn von Marie Auguste Prinzessin von Anhalt     |

Ursprünglich sollte Lothar Vosseler, der Halbbruder des damaligen Bundeskanzlers Gerhard Schröder, an dem Format teilnehmen, er sagte aber kurzfristig ab.
Frédéric Prinz von Anhalt musste am 2. Februar die Burg verlassen, nachdem er gemeinsam mit Karim Maataoui in die Badewanne von Kader Loth uriniert hatte. Anschließend kam es zu einer Essensschlacht zwischen den Kandidaten, bei der Loth und von Anhalt verletzt wurden. Als Bestrafung wurde von Anhalt zunächst in einen Käfig gesperrt und später dazu verdonnert, die Burg zu verlassen.
Im anschließenden Rechtsstreit zwischen den beiden Kontrahenten unterlag Loth gegen von Anhalt vor dem Landgericht Berlin.

## Rezeption

### Einschaltquoten
| Nr. | Datum               | Zuschauer | Zuschauer       | Marktanteil | Marktanteil     | Quelle        |
| Nr. | Datum               | Gesamt    | 14 bis 49 Jahre | Gesamt      | 14 bis 49 Jahre | Quelle        |
| --- | ------------------- | --------- | --------------- | ----------- | --------------- | ------------- |
| 01  | So, 23. Januar 2005 | 2,24 Mio. | 1,82 Mio.       | 12,6 %      | 21,7 %          | [ 6 ]         |
| 02  | Mo, 24. Januar 2005 | 2,11 Mio. | 1,70 Mio.       | 5,9 %       | 11,5 %          | [ 7 ]         |
| 03  | Di, 25. Januar 2005 | 1,90 Mio. | 1,56 Mio.       | 5,4 %       | 11,1 %          | [ 8 ]         |
| 04  | Mi, 26. Januar 2005 | 1,64 Mio. | 1,28 Mio.       | 4,8 %       | 9,2 %           | [ 9 ]         |
| 05  | Do, 27. Januar 2005 | 1,56 Mio. | 1,19 Mio.       | 4,7 %       | 9,0 %           | [ 10 ]        |
| 06  | Fr, 28. Januar 2005 | TBA       | TBA             | TBA         | TBA             | TBA           |
| 07  | Sa, 29. Januar 2005 | 2,01 Mio. | 1,42 Mio.       | 6,7 %       | 11,9 %          | [ 11 ]        |
| 08  | So, 30. Januar 2005 | 2,04 Mio. | 1,65 Mio.       | 9,8 %       | 17,3 %          | [ 12 ]        |
| 09  | Mo, 31. Januar 2005 | 1,96 Mio. | 1,51 Mio.       | 5,6 %       | 10,3 %          | [ 13 ]        |
| 10  | Di, 1. Februar 2005 | 2,78 Mio. | 2,20 Mio.       | 8,2 %       | 16,3 %          | [ 14 ] [ 15 ] |
| 11  | Mi, 2. Februar 2005 | 2,59 Mio. | TBA             | 7,6 %       | 14,1 %          | [ 16 ]        |
| 12  | Do, 3. Februar 2005 | 1,99 Mio. | 1,43 Mio.       | 6,1 %       | 11,3 %          | [ 17 ]        |
| 13  | Fr, 4. Februar 2005 | TBA       | TBA             | TBA         | TBA             | TBA           |
| 14  | Sa, 5. Februar 2005 | TBA       | TBA             | TBA         | TBA             | TBA           |
| 15  | So, 6. Februar 2005 | 2,26 Mio. | 1,74 Mio.       | 12,0 %      | 20,0 %          | [ 18 ]        |
| 16  | Mo, 7. Februar 2005 | 2,00 Mio. | 1,52 Mio.       | 5,7 %       | 10,7 %          | [ 19 ]        |

Kurz nach Ende der Ausstrahlung äußerte der damalige Geschäftsführer Dejan Jocic, zukünftig keine ähnlichen Formate produzieren zu wollen. Grund hierfür waren insbesondere die Einschaltquoten, die mit wenigen Ausnahmen unter Senderschnitt lagen. Auch unvorhersehbare Auseinandersetzungen und Eskalationen führten dazu, weniger Reality-Sendungen zeigen zu wollen, sondern sich an HBO zu orientieren, US-Fiction auszustrahlen sowie eigene Fernsehserien und Entertainment-Shows produzieren zu wollen.

### Pressestimmen
„In der Folterkammer des Fernsehens. […] Spannend wurde es beim besten Willen nicht.“

„Neuauflage des im Jahr zuvor gesendeten Erfolgs Die Alm, nur mit Burg statt Alm und Pleite statt Erfolg.“